# Flextunnel
Der Flextunnel ist ein Bauteil eines Binnenschiffs und dient der Wasserführung vor den Schiffspropellern zu deren verbesserter Anströmung. Er wurde vom Entwicklungszentrum für Schiffstechnik und Transportsysteme in Duisburg  entwickelt und erstmals von der niederländischen Maschinenbaufirma Van der Velden in Krimpen aan de Lek für den Koppelverband Rhenus Duisburg gebaut.

## Wirkungsweise
Der Flextunnel besteht aus zwei hydraulisch bewegbaren Flächen am Achterschiff eines Binnenschiffs im Bereich der Propellerwellen. Je nach Beladung und Wasserstand werden diese Flächen ein- oder ausgefahren. Dabei schließen sie direkt an die dahinter angebauten Propellerdüsen an und gewährleisten eine hervorragende Anströmung der Propeller. Das Achterschiff wurde flacher gestaltet als bei konventionellen Binnenschiffen und ermöglicht den Einbau von Schiffsschrauben mit bis zu zwei Metern Durchmesser. Bei der Fahrt durch tiefes Wasser werden die Flächen eingefahren, da sie die Fahrt bremsen, bei leerem Schiff werden sie ausgefahren und bilden den sogenannten Tunnel, wie er auf jedem herkömmlichen Binnenschiff vorhanden ist.

## KoppelverbandRhenus Duisburg
Der Koppelverband besteht aus dem Motorschiff und bis zu drei Schubleichtern. Das Motorschiff ist 110 Meter lang, 11,45 Meter breit, hat 3,20 Meter Tiefgang und 2900 Tonnen Tragfähigkeit. Die Schubleichter haben die Abmessung von 76,5 × 11,45 × 3,47 Metern. Das Motorschiff hat einen Vater-Sohn-Antrieb der aus je zwei Caterpillar-3512-Motoren mit 1117 kW und zwei Caterpillar C 18 mit je 357 kW besteht. In der beladenen Bergfahrt mit drei Leichtern und 10.000 Tonnen Ladung arbeiten die großen Maschinen (Vater-Motoren). Der Verband verkehrt zwischen Rotterdam und dem Kraftwerk Lünen. Am Wesel-Datteln-Kanal wird der Verband getrennt und der Koppelverband mit einem Leichter und 4300 Tonnen Ladung fährt im Kanal mit den zwei kleinen Motoren (Sohn-Motoren). Auch in der leeren Talfahrt reicht die Leistung der kleineren Maschinen. Durch diese Maßnahmen wird ein Treibstoffersparnis von rund zehn Prozent erreicht.